# Gatassa
La gatassa, celidònia o herba de les morenes (Ficaria verna) és una espècie de ranuncle autòctona dels Països Catalans, de flors amb molts pètals grocs brillants i que viu a les voreres de rierols i llocs humits de la Mediterrània. Antigament les seves arrels s'usaven com a remei contra les hemorroides o morenes. No es recomana el consum d'aquesta planta, que es considera com verinosa.
La gatassa pot fer de cinc a trenta centímetres d'alt, de gener a maig hi destaquen les flors grogues d'uns cinc centímetres de diàmetre i amb molts pètals. Les fulles també són lluents, de contorn arrodonit amb la base auriculada i tenen un llarg pecíol. Les arrels són tuberoses.
Creix a tot Europa i a l'oest d'Àsia. Als Països Catalans n'hi ha a Mallorca, Menorca i les províncies de Barcelona, Girona i Lleida.